# Sarcophaga liukiuensis
Sarcophaga liukiuensis är en tvåvingeart som först beskrevs av Fan 1964.  Sarcophaga liukiuensis ingår i släktet Sarcophaga och familjen köttflugor. Inga underarter finns listade i Catalogue of Life.